# Widdebierg
La Widdebierg és una muntanya que es troba a Betzdorf, a l'est de Luxemburg. Amb 386 metres és una de les elevacions més altes del cantó de Grevenmacher. La muntanya es troba enmig de la reserva natural entre les localitats Flaxweiler, Mensdorf i Roodt-sur-Syre.

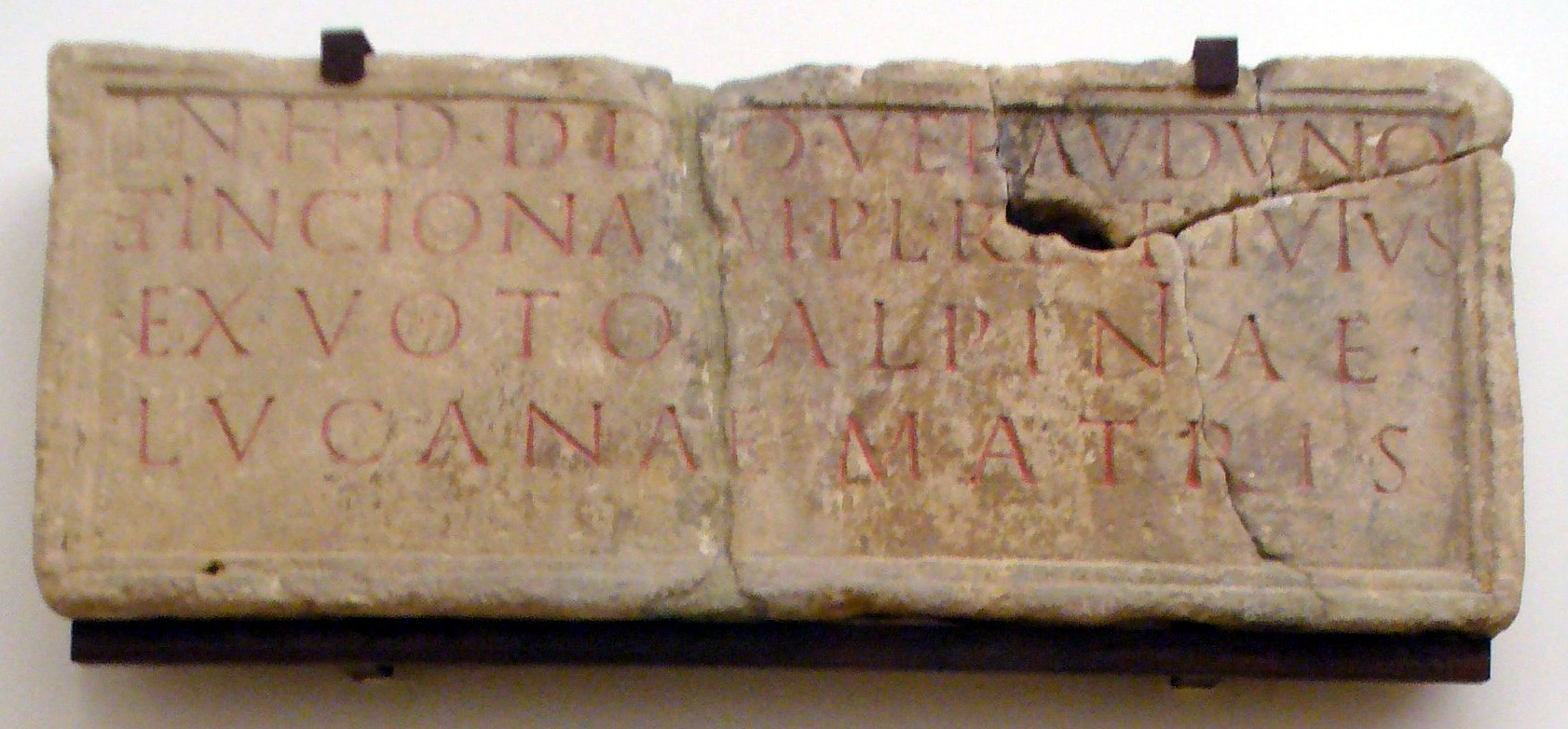
Inscripció celta

S'hi van trobar dues inscripcions cèltiques de les deïtats locals nomenades Veraudunus i Inciona.